# Akelarre (cryptographie)
Pour les articles homonymes, voir Akelarre.
Meilleure cryptanalyse
Knudsen et Rijmen en 2000
Akelarre est un algorithme de chiffrement de bloc proposé en 1996 et conçu par Gonzalo Álvarez Marañón, Amparo Fúster Sabater et Dolores Guía Martínez.
Il reprend des caractéristiques de IDEA et RC5. Akelarre utilise un bloc de 128 bits avec une clé de taille variable qui doit être un multiple de 64 bits. Le nombre de tours n'est pas spécifié mais quatre sont recommandés. La structure interne d'Akelarre est similaire à celle d'IDEA.
Une attaque a été publiée en 2000 par Knudsen et Rijmen à partir de données chiffrées.